# Saulius Ruškys
Saulius Ruškys es un ciclista profesional lituano ya retirado, nacido en Klaipėda el 18 de abril de 1974.

## Palmarés
| 1995 - 1 etapa del Circuito Franco-Belga 1998 - París-Troyes 1999 - 1 etapa del Tour de la Somme - Lincoln International GP - Campeonato de Lituania en Ruta 2000 - 3.º en el Campeonato de Lituania en Ruta 2001 - 1 etapa del Regio-Tour - 1 etapa de la París-Corrèze - 1 etapa del Herald Sun Tour - 2.º en el Campeonato de Lituania en Ruta | 2002 - 1 etapa de los Tres Días de La Panne - 3.º en el Campeonato de Lituania en Ruta 2003 - 1 etapa de la Vuelta a la Baja Sajonia 2004 - 1 etapa del Tour de la Manche - 1 etapa del Tour de Limousin 2005 - 1 etapa del Circuito de Lorena |